# Paul Stalteri
Paul Andrew Stalteri, född den 18 oktober 1977 i Etobicoke, Ontario, Kanada, är en kanadensisk fotbollsspelare.
Stalteris fotbollskarriär började när han spelade för Clemson University åren 1995–1996. 1997 blev ny klubbadress Toronto Lynx. I hans första och enda säsong i Toronto spelade han 16 matcher och gjorde åtta mål och två assist. han blev upptäckt av en scout från tyska Werder Bremen. De tre första åren i klubben spelade han i reservlaget.
2001 gjorde han debut i A-laget och gjorde mål i debuten. 2003/2004 var Stalteri första kanadensare att vinna Bundesliga. Laget vann också Tyska cupen.
2005 blev han värvad till Tottenham Hotspur av Martin Jol. I Hotspurs spelar han högerback.
17 augusti 1997 gjorde Stalteri landslagsdebut mot Iran. I landslaget är han ordinarie.